# Erweiterte betontechnologische Ausbildung
Die erweiterte betontechnologische Ausbildung ist in Deutschland eine berufliche Zusatzqualifikation, die sich vor allem an Ingenieure und Techniker im Bauwesen, sowie an Baustoffprüfer richtet. Für die Arbeit in bestimmten beruflichen Stellungen (z. B. leitendes Personal von Transportbetonwerken und Betonprüfstellen) ist diese Zusatzausbildung eine Voraussetzung. Absolventen erhalten den Nachweis über erweiterte betontechnologische Kenntnisse, oft kurz als E-Schein bezeichnet.

## Ausbildung und Inhalte
Die erweiterte betontechnologische Ausbildung wird meist im Rahmen eines mehrwöchigen Lehrgangs in anerkannten Ausbildungszentren durchgeführt. Die gesamte Ausbildung wird durch den Ausbildungsbeirat Beton beim Deutschen Beton- und Bautechnik-Verein e. V. in Berlin festgelegt. Sie erfordert neben einer theoretischen Ausbildung, deren Inhalte in den Zentren vermittelt werden, auch einen Nachweis über praktische Erfahrung in der Betonherstellung und -verarbeitung, die z. B. im Rahmen einer beruflichen Tätigkeit erworben werden muss. Der theoretische Teil der Ausbildung wird von einigen deutschen Hochschulen in Zusammenarbeit mit entsprechenden Ausbildungszentren im Rahmen der regulären Vorlesungen des Bauingenieurwesens vermittelt, sodass die Studierenden nach dem Studium nur noch die praktische Erfahrung sammeln müssen. Zusätzlich entfallen die Kursgebühren der Ausbildungszentren zum Teil oder vollständig.
Die Kurse zum Erwerb der erweiterten betontechnologischen Kenntnisse behandeln die rechtlichen Grundlagen (Normen und Richtlinien), Anforderungen an Betonbauwerke, Betonzusammensetzungen und -herstellung, sowie die Beton- und Mörtelverarbeitung auf der Baustelle, die Prüfung und zusätzlichen Anforderungen bei besonderen Bauteilen oder Herstellverfahren (Schwerbeton, Sichtbeton usw.). Die Inhalte gehen damit über die normalerweise in Berufsausbildungen oder im Studium vermittelten Themenbereiche hinaus, bzw. vertiefen diese.

## Qualifikation
Der Erwerb erweiterter betontechnologischer Kenntnisse ist vor allem für leitende Personen im betonherstellenden, -verarbeiteten und -prüfenden Gewerbe eine Grundvoraussetzung. Nur Inhaber eines E-Scheins sind berechtigt eine Betonprüfstelle zu leiten. Außerdem muss die Herstellung von Transportbeton nach DIN EN 206-1 und DIN 1045-2, der Einbau von Beton mit höherer Festigkeit (C30/37 und höher), bzw. Betone der Überwachungsklassen 2 und 3 und die Herstellung von Betonfertigteilen von einem Fachmann mit einer abgeschlossenen, erweiterten betontechnologischen Ausbildung geleitet werden. Dementsprechend ist für Werkleiter und auch Bauleiter größerer Baustellen der Erwerb eines E-Scheins unverzichtbar.